# Granite Peak
Granite Peak je s nadmořskou výškou 3 901 metrů nejvyšší hora státu Montana. Současně je také nejvyšší horou pohoří Beartooth Mountains, které je součástí severních amerických Skalnatých hor. Granite Peak se nachází na jihovýchodě Park County, na jihu Montany, v blízkosti hranice s Wyomingem.
Vrchol hory je turisticky dostupný, ale je považován za jeden z nejnáročnějších turistických výstupů ve státech. Název hory vychází z toho, že horský masiv je tvořen převážně granitem.